# Efecto hipsocrómico
El efecto hipsocrómico es un cambio de la posición de las bandas espectrales del espectro de absorción, de transmitancia, de reflectancia o de emisión de una molécula hacia una longitud de onda más corta (o una frecuencia más alta). En el espectro visible, el color azul es el que tiene una longitud de onda más baja, y por ello el efecto se conoce también como desplazamiento hacia el azul.
El efecto hipsocrómico puede ocurrir por un cambio en el medio que rodea a la molécula. Un cambio de disolvente o de ligandos de coordinación, por ejemplo, pueden causar un desplazamiento hacia el azul de las bandas características del espectro molecular. 
{\displaystyle \Delta \lambda =\lambda _{\mathrm {observed} }^{\mathrm {state1} }-\lambda _{\mathrm {observed} }^{\mathrm {state2} }} , donde {\displaystyle \lambda } es la longitud de onda del espectro de interés y  {\displaystyle \lambda _{\mathrm {observed} }^{\mathrm {state1} }>\lambda _{\mathrm {observed} }^{\mathrm {state2} }}